# Hoffman (Oklahoma)
Hoffman – miasto w Stanach Zjednoczonych, w stanie Oklahoma, w hrabstwie Okmulgee.